# Cejn
Cejn (Abramis) je rod ryb z čeledi kaprovití. Typickým znakem je vysoké, z boků silně zploštělé tělo. Obývají stojaté nebo mírně tekoucí vody s vysokým obsahem organických látek. Někteří zástupci tohoto rodu byli na základě morfologických a genetických studií odděleni do nového rodu Ballerus.

## Druhy
- Cejn velký (Abramis brama)